# Macskalandra fel!
A Macskalandra fel! (eredeti cím: Don Gato: El Inicio de la Pandilla) 2015-ben bemutatott mexikói–indiai 3D-s számítógépes animációs film, amelyet Andrés Couturier rendezett.
A forgatókönyvet Jim Krieg, Doug Langdale és Jorge Ramírez-Suárez írta. A producerei Fernando de Fuentes és Jose C. Garcia de Letona. A film zeneszerzője Leoncio Lara. A film gyártója az Ánima Estudios, a Discreet Arts Productions, forgalmazója a Warner Bros. Pictures. Műfaja filmvígjáték.
Mexikóban 2015. október 30-án mutatták be a mozikban. Magyarországon 2019. szeptember 13-án mutatta be a Minimax.

## Szereplők
| Szereplő | Eredeti hang            | Angol hang        | Magyar hang            |
| --- | ----------------------- | ----------------- | ---------------------- |
| Turpi úrfi | Raúl Anaya              | Jason Harris Katz | Szabó Máté             |
| Kobak | Jesús Guzmán            | Jason Harris Katz | Szabó Máté             |
| Csucsu | Mauricio Pérez          | Jason Harris Katz | Szabó Máté             |
| Pepi | Mauricio Pérez          | Chris Edgerly     | Berkes Bence           |
| Rossz Kutya | TBA                     | Diedrich Bader    | Maday Gábor            |
| Mr. Big | Miguel Ángel Ghigliazza | Darin De Paul     | Bolla Róbert           |
| Cövek | Octavio Rojas           | Bill Lobley       | Bor László             |
| Thumbton | TBA                     | Dave Boat         | Csuha Lajos            |
| Cövek nagyi | TBA                     | Charles Adler     | Makay Andrea           |
| Pipec | Gerardo Alonso          | Matthew Piazzi    | Németh Attila István   |
| Mrs. B | TBA                     | Lauri Fraser      | ?                      |
| Izé | Mario Filio             | Benjamin Diskin   | Joó Gábor              |
| Párduc | TBA                     | Marieve Herington | Berkes Boglárka        |
| Patkány | TBA                     | Joey D’Auria      | Horváth-Töreki Gergely |
| Furletta Duchat | TBA                     | Patty Mattson     | ?                      |
| Pincér | TBA                     | TBA               | Potocsny Andor         |
| Pepi nagyija | TBA                     | TBA               | Kocsis Mariann         |
| További magyar hangok                                                                                                 |                         |                   |                        |
| Papucsek Vilmos, Laudon Andrea, Gulás Fanni, Bor László, Tamási Nikolett, Haagen Imre, Megyeri János, Pálmai Szabolcs |                         |                   |                        |

### Magyar változat
- Bemondó: Korbuly Péter
- Magyar szöveg: Markwarth Zsófia
- Gyártásvezető: Terbócs Nóra
- Hangmérnök és vágó: Galányi Béla
- Szinkronrendező: Gajda Mátyás
- Produkciós vezető: Kicska László

A szinkront a Minimax megbízásából a Subway Studio  készítette.